# نوومدودوو
نوومدودوو (انگلیسی: Novomedvedevo) یک شهرک در شهرستان ایلیشفسکی استان باشقیرستان کشور روسیه است.